# Тяша Єзерник
Тяша Єзерник (словен. Tjaša Jezernik; нар. 17 червня 1977) — колишня словенська тенісистка.
Найвищу одиночну позицію світового рейтингу — 416 місце досягла 4 грудня 1995, парну — 305 місце — 12 вересня 1994 року.
Здобула 1 одиночний та 3 парні титули туру ITF.

## Фінали ITF (4–3)

### Одиночний розряд (1–1)
| Легенда          |
| ---------------- |
| Турніри $100,000 |
| Турніри $75,000  |
| Турніри $50,000  |
| Турніри $25,000  |
| Турніри $10,000  |

| Фінали за покриттям |
| ------------------- |
| Тверде (0–0)        |
| Ґрунт (1–1)         |
| Трава (0–0)         |
| Килим (0–0)         |

| Результат | Ранг | Дата          | Турнір                    | Покриття | Суперниця       | Рахунок       |
| --------- | ---- | ------------- | ------------------------- | -------- | --------------- | ------------- |
| Перемога  | 1.   | 6 червня 1994 | Мурська Собота, Словенія  | Ґрунт    | Yasmin Angeli   | 7–5, 6–4      |
| Поразка   | 1.   | 31 липня 1995 | Горб-ам-Неккар, Німеччина | Ґрунт    | Зденька Малкова | 6–2, 1–6, 3–6 |

### Парний розряд (3–2)
| Легенда          |
| ---------------- |
| Турніри $100,000 |
| Турніри $75,000  |
| Турніри $50,000  |
| Турніри $25,000  |
| Турніри $10,000  |

| Фінали за покриттям |
| ------------------- |
| Тверде (2–0)        |
| Ґрунт (1–2)         |
| Трава (0–0)         |
| Килим (0–0)         |

| Результат | Ранг | Дата            | Турнір                       | Покриття | Партнерка          | Суперниці                        | Рахунок       |
| --------- | ---- | --------------- | ---------------------------- | -------- | ------------------ | -------------------------------- | ------------- |
| Поразка   | 1.   | 29 березня 1993 | Марса (Мальта), Мальта       | Ґрунт    | Віраг Чурго        | Клара Благова Мая Мурич          | 3–6, 7–5, 3–6 |
| Перемога  | 1.   | 13 вересня 1993 | Adriatic, Хорватія           | Ґрунт    | Сімона Недоростова | Александра Ольша Алена Вашкова   | 3–6, 7–5, 6–4 |
| Перемога  | 2.   | 18 жовтня 1993  | Чіуауа (місто), Мексика      | Тверде   | Soňa Málková       | Monica Bonilla Грасіела Велес    | 7–6(7–1), 6–1 |
| Перемога  | 3.   | 8 серпня 1994   | Колледж-Парк (Меріленд), США | Тверде   | Гейл Біггс         | Марісса Кетлін Ліндсей Лі-Вотерс | 6–4, 7–5      |
| Поразка   | 2.   | 22 травня 1995  | Зальцбург, Австрія           | Ґрунт    | Марина Лазаровська | Коріна Мораріу Аартхі Венкатесан | w/o           |

## Участь у Кубку Федерації

### Парний розряд
| Розіграш                                | Стадія | Дата           | Місце           | Супротивник                             | Покриття | Партнерка     | Суперниці                             | W/L | Рахунок       |
| --------------------------------------- | ------ | -------------- | --------------- | --------------------------------------- | -------- | ------------- | ------------------------------------- | --- | ------------- |
| 1995 Fed Cup Europe/Africa Zone Group I | R/R    | 17 квітня 1995 | Мурсія, Іспанія | Велика Британія                         | Ґрунт    | Тіна Кріжан   | Джо Дьюрі Клер Вуд                    | L   | 6–2, 1–6, 2–6 |
| 1995 Fed Cup Europe/Africa Zone Group I | R/R    | 18 квітня 1995 | Мурсія, Іспанія | Poland                                  | Ґрунт    | Карин Лушниць | Магдалена Гжибовська Александра Ольша | L   | 6–1, 4–6, 1–6 |
| 1995 Fed Cup Europe/Africa Zone Group I | R/R    | 19 квітня 1995 | Мурсія, Іспанія | Збірна Чехії з тенісу в Кубку Федерації | Ґрунт    | Тіна Кріжан   | Радка Бобкова Петра Лангрова          | L   | 6–0, 4–6, 2–6 |
| 1995 Fed Cup Europe/Africa Zone Group I | P/O    | 20 квітня 1995 | Мурсія, Іспанія | Збірна Чехії з тенісу в Кубку Федерації | Ґрунт    | Тіна Кріжан   | Радка Бобкова Петра Лангрова          | L   | 4–6, 4–6      |
| 1996 Fed Cup Europe/Africa Zone Group I | R/R    | 22 квітня 1996 | Мурсія, Іспанія | Збірна Росії з тенісу в Кубку Федерації | Ґрунт    | Тіна Кріжан   | Анна Курникова Олена Макарова         | L   | 4–6, 7–5, 5–7 |
| 1996 Fed Cup Europe/Africa Zone Group I | R/R    | 23 квітня 1996 | Мурсія, Іспанія | Білорусь                                | Ґрунт    | Тіна Кріжан   | Ігнатьєва Тетяна Наташа Звєрєва       | W   | 7–5, 6–3      |
| 1996 Fed Cup Europe/Africa Zone Group I | R/R    | 24 квітня 1996 | Мурсія, Іспанія | Велика Британія                         | Ґрунт    | Тіна Кріжан   | Саманта Сміт Клер Вуд                 | L   | 1–6, 5–7      |